# 1890 no Brasil
Esta é uma cronologia dos acontecimentos do ano 1890 no Brasil.

## Incumbentes
- Presidente do Brasil - Manuel Deodoro da Fonseca (15 de novembro de 1889 – 23 de novembro de 1891)

## Eventos
- 7 de janeiro: A separação entre a Igreja e o Estado é decretada pelo governo republicano de Deodoro da Fonseca.[1]
- 20 de janeiro: Oficializado o Hino Nacional do Brasil, composto por Francisco Manuel da Silva.
- 23 de janeiro: É promulgada a lei do casamento civil.[2]
- 27 de janeiro: O México reconhece a República brasileira.
- 29 de janeiro: O Equador reconhece a República brasileira.
- 23 de agosto: A Bolsa de Valores de São Paulo é fundada por Emílio Rangel Pestana.
- 11 de outubro: É promulgado o Código Penal, que extingue a pena de morte no Brasil.
- 15 de Outubro: Emancipação da cidade de Currais Novos-RN

## Nascimentos
- 11 de janeiro: Oswald de Andrade, escritor (m. 1954).